# Thornton (Bradford)
Pour les articles homonymes, voir Thornton.
Thornton est un village d'Angleterre qui fait partie de l'agglomération urbaine de la ville de Bradford, dans le Yorkshire de l'Ouest. Ce village se trouve à l'ouest de Bradford, et compte, avec l'agglomération voisine d'Allerton, une population résidente totale de 15 003 personnes.
Le centre préservé de Thornton conserve le caractère d'un village typique des Pennines, avec ses maisons de pierre, aux toitures recouvertes de plaques de pierre. Les zones environnantes sont formées d'un habitat plus moderne, isolé du reste de la ville par des champs verdoyants.
A Thornton sont nés Charlotte, Branwell, Emily et Anne Brontë. 